# Лагонегро
Лагонегро (итал. Lagonegro) је насеље у Италији у округу Потенца, региону Базиликата.
Према процени из 2011. у насељу је живело 5056 становника. Насеље се налази на надморској висини од 707 м.

## Становништво
| 1931. | 1936. | 1951. | 1961. | 1971. | 1981. | 1991. | 2001. | 2011. |
| ----- | ----- | ----- | ----- | ----- | ----- | ----- | ----- | ----- |
| 4.943 | 5.099 | 6.152 | 6.377 | 6.134 | 6.221 | 6.260 | 6.146 | 5.725 |